# Idaho National Laboratory
Idaho National Laboratory – amerykański ośrodek naukowo-badawczy o powierzchni 2307 km², położony w stanie Idaho, między miastami Arco a Idaho Falls. Jeden z głównych ośrodków badań nad techniką jądrową i reaktorami jądrowymi, których powstało tu 52. Obecnie działają trzy, a 10 jest chwilowo zatrzymanych. W placówce prowadzi się też inne badania nad energią, ale też bezpieczeństwem narodowym (bezpieczeństwem elektronicznym, nierozprzestrzenianiem broni jądrowej itp.). INL zatrudnia około 4100 pracowników i dysponuje budżetem ok. 1 miliarda USD.

## Położenie
Obszar ośrodka to głównie tereny pustynne ze szczątkową roślinnością, na którym rozrzucone są liczne budynki. Średnia wysokość nad poziomem morza wynosi 1524 metry. Przez teren ośrodka przebiega kilka dróg publicznych, jednak prócz terenu dawnego reaktora EBR-I, poruszanie się po INL wymaga odpowiednich przepustek.

## Historia
Placówka powstała w 1949 pod nazwą National Reactor Testing Station (NRTS). Już w maju tego roku rozpoczęto tu budowę reaktora EBR-I - pierwszego reaktora jądrowego, który miał być obiektem badań nad zastosowaniem tego typu urządzeń do celów cywilnych. W 1975 podzielono Komisję Energii Atomowej (AEC) na Zarząd Badań i Rozwoju Energii (Energy Research and Development Administration, ERDA) i Komisję Dozoru Jądrowego (Nuclear Regulatory Commission, NRC). Ośrodek w Idaho przez krótki czas nosił nazwę ERDA, a po utworzeniu Departamentu Energii (DoE) w 1977, jego nazwę zmieniono na Idaho National Engineering Laboratory (INEL). Od 1997 nosił nazwę Idaho National Engineering and Environmental Laboratory (INEEL).
1 lutego 2005, Battelle Memorial Institute połączył się z Argonne National Laboratory, przejął INEEL, i zmienił jego nazwę na obecną – Idaho National Laboratory (INL).

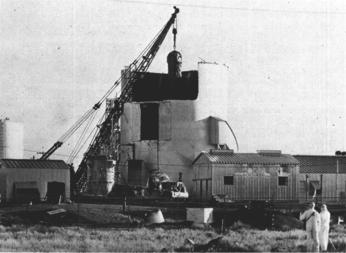
Usuwanie rdzenia reaktora SL-1, styczeń 1961

3 stycznia 1961 miała tu miejsce jedyna awaria amerykańskiego reaktora jądrowego z ofiarami śmiertelnymi. W wojskowym reaktorze badawczym SL-1 doszło do stopienia rdzenia i eksplozji pary wodnej, która zabiła 3 operatorów.